# 유심초 (드라마)
《유심초》(有心草)는 1991년 12월 16일부터 이듬해 5월 14일까지 방송되었던 SBS 수목 드라마였다.

## 프로그램 소개
조선시대 신분이 다른 세 여인의 삶을 통해 선과 악의 의미를 재조명한 작품을 그린 드라마

## 등장 인물
| - 박지영(화영) - 변소정(윤보배) - 이주나(정순옹주) | - 정하완(조경조) - 라재웅(윤자현) | - 온영삼(복재거사) - 서우림(화영 대사모) | - 정욱(윤보배 아버지) - 서우림(윤보배 어머니) - 유명순(윤보배 친조모) | - 김지영(정순옹주 친할머니) - 이묵원(정순옹주 부왕) - 김해숙(정순옹주 모빈) - 김민정(정순옹주 법모) | - 이춘식(우의정 대감) - 한진희(조광조) - 변희봉, 김해숙, 강성욱, 김윤형, 엄유신, 백준기, 이묵원, 남능미, 한영숙, 이인철 |

## 편성 변경
- 1992년 3월 5일 : 57회, 58회 연속 방송·편성

## 결방 사유(1992)
- 1월 1일 ~ 2일 : 특집 드라마 《다시 열리는 세월》 편성으로 인해 결방[2]
- 3월 6일 : 《SBS 뉴스특보》 편성으로 인해 결방

## 경쟁 프로그램
- KBS 1TV 일일 드라마 《옛날의 금잔디》 : 1991년 12월 16일 ~ 1992년 3월 20일
- KBS 2TV 수목 드라마 《92' 고래 사냥》 : 1992년 3월 25일~ 3월 26일
- KBS 2TV 수목 드라마 《백번 선본 여자》 : 1992년 4월 1일 ~ 4월 23일
- KBS 2TV 수목 드라마 《위기의 남자》 : 1992년 4월 29일 ~ 5월 14일
- MBC 수목 드라마 《일출봉》 : 1992년 3월 25일 ~ 5월 14일

## 참고 사항
- 박지영, 변소정과 함께 1989년 말부터 MBC와 2년 간 전속 출연 계약을 맺었지만 《유심초》에 출연하게 되자 MBC는 두 배우에게 1,500만 ~ 2,000만 원 상당의 손해배상을 SBS에게는 출연 정지 가처분 신청을 했다.[3] 변소정은 이 때문에 출연 중이었던 MBC 주말 드라마 《산너머 저쪽》에서 중도 하차했다.[4]
- 백일섭은 영화 제작에 몰두하기 위해 한 동안 브라운관에서 사라졌다가 해당 작품으로 드라마 프로그램에 복귀했다.[5]
- 방송이 뜸해진 드라마 주제가를 도입해 조용필 노래로 선보여 복고적 분위기를 풍긴 동시에[6] 새로운 편성 전략의 하나로 내세운 TV 일일 사극 드라마 재개로 화제가 됐지만 시청자들의 TV 시청 패턴과 기호에도 맞지 않는 시대착오적인 혹평을 사[7] 20% 미만의 저조한 시청률을 기록하였다.[8]
- 1991년 12월 9일 개국하면서 첫 전파를 탄 드라마 프로그램으로 1991년 12월 16일부터 1992년 3월 20일까지는 SBS 일일 드라마로 방송·편성되었으나 1992년 3월 25일부터 1992년 5월 14일까지는 SBS 수목 드라마로 방송·편성되었다.[9]

## 같이 보기
- 덕이
- 옥이 이모
- 토지
- 연개소문